# Canton de Chaumont-2
Le canton de Chaumont-2 est une circonscription électorale française du département de la Haute-Marne.

## Histoire
Un nouveau découpage territorial de la Haute-Marne entre en vigueur à l'occasion des élections départementales de 2015. Il est défini par le décret du 17 février 2014, en application des lois du 17 mai 2013 (loi organique 2013-402 et loi 2013-403). Les conseillers départementaux sont, à compter de ces élections, élus au scrutin majoritaire binominal mixte. Les électeurs de chaque canton élisent au Conseil départemental, nouvelle appellation du Conseil général, deux membres de sexe différent, qui se présentent en binôme de candidats. Les conseillers départementaux sont élus pour 6 ans au scrutin binominal majoritaire à deux tours, l'accès au second tour nécessitant 12,5 % des inscrits au 1er tour. En outre la totalité des conseillers départementaux est renouvelée. Ce nouveau mode de scrutin nécessite un redécoupage des cantons dont le nombre est divisé par deux avec arrondi à l'unité impaire supérieure si ce nombre n'est pas entier impair, assorti de conditions de seuils minimaux. Dans la Haute-Marne, le nombre de cantons passe ainsi de 32 à 17.
Le canton de Chaumont-2 est formé de communes des anciens cantons de Chaumont-Sud (2 communes) et de Chaumont-Nord (2 communes) et d'une fraction de la commune de Chaumont. Il est entièrement inclus dans l'arrondissement de Chaumont. Le bureau centralisateur est situé à Chaumont.

## Représentation
| Période élective | Période élective | Mandat | Mandat   | Identité                 | Nuance | Nuance | Qualité |
| ---------------- | ---------------- | ------ | -------- | ------------------------ | ------ | ------ | --- |
| 2015             | 2021             | 2015   | 2021     | Céline Brasseur-Maizière |        | LR     | Directrice de l'Office de tourisme 2ème adjointe au maire de Chaumont Vice-présidente déléguée à la vie collégienne et à l'e-administration |
| 2015             | 2021             | 2015   | 2021     | Paul Fournié             |        | LR     | Professeur d'histoire 1er adjoint au maire de Chaumont Président de la 3e commission (infrastructures et bâtiments)                         |
| 2021             | 2028             | 2021   | en cours | Céline Brasseur          |        | LR     | 4ème adjointe au maire de Chaumont 3e Vice-présidente déléguée à la vie collégienne et à l’e-administration (pôle ressources)               |
| 2021             | 2028             | 2021   | en cours | Paul Fournié             |        | LR     | 1er adjoint au maire de Chaumont |

### Résultats détaillés

#### Élections de mars 2015
À l'issue du 1er tour des élections départementales de 2015, deux binômes sont en ballottage : Céline Brasseur et Paul Fournié (UMP, 25,88 %) et Catherine Pouget et Michel Sulter (PS, 21,34 %). Le taux de participation est de 49,48 % (3 165 votants sur 6 397 inscrits) contre 52,92 % au niveau départemental et 50,17 % au niveau national.
Au second tour, Céline Brasseur et Paul Fournié (UMP) sont élus avec 62,48 % des suffrages exprimés et un taux de participation de 44,68 % (1 549 voix pour 2 857 votants et 6 394 inscrits).
Paul Fournié a quitté LR en avril 2018.

#### Élections de juin 2021
Le premier tour des élections départementales de 2021 est marqué par un très faible taux de participation (33,26 % au niveau national). Dans le canton de Chaumont-2, ce taux de participation est de 30,41 % (1 821 votants sur 5 988 inscrits) contre 36,26 % au niveau départemental. À l'issue de ce premier tour, deux binômes sont en ballottage : Céline Brasseur et Paul Fournié (Union à droite, 64,48 %) et Maeva Nowodworsky et Alexandre Pernet (Union à gauche avec des écologistes, 35,52 %).
Le second tour des élections est marqué une nouvelle fois par une abstention massive équivalente au premier tour. Les taux de participation sont de 34,36 % au niveau national, 36,14 % dans le département et 31,46 % dans le canton de Chaumont-2. Céline Brasseur et Paul Fournié (Union à droite) sont élus avec 63,42 % des suffrages exprimés (1 120 voix pour 1 884 votants et 5 988 inscrits),,.

## Composition
| Nom                              | Code Insee | Intercommunalité | Superficie (km2) | Population (dernière pop. légale)               | Densité (hab./km2) | Modifier                                    |
| -------------------------------- | ---------- | ---------------- | ---------------- | ----------------------------------------------- | ------------------ | ------------------------------------------- |
| Chaumont (bureau centralisateur) | 52121      | CA de Chaumont   | 55,26            | Fraction : 6 005 (2022) Commune : 21 418 (2022) | 388                | modifier les données · modifier les données |
| Buxières-lès-Villiers            | 52087      | CA de Chaumont   | 4,97             | 219 (2022)                                      | 44                 | modifier les données · modifier les données |
| Chamarandes-Choignes             | 52125      | CA de Chaumont   | 18,80            | 1 034 (2022)                                    | 55                 | modifier les données · modifier les données |
| Laville-aux-Bois                 | 52276      | CA de Chaumont   | 13,44            | 238 (2022)                                      | 18                 | modifier les données · modifier les données |
| Villiers-le-Sec                  | 52535      | CA de Chaumont   | 15,71            | 739 (2022)                                      | 47                 | modifier les données · modifier les données |
| Canton de Chaumont-2             | 5206       |                  |                  | 8 235 (2022)                                    |                    | modifier les données                        |

Le canton de Chaumont-2 comprend :
1. quatre communes entières,
2. la partie de la commune de Chaumont située :
  - au sud d'une ligne définie par l'axe des voies et limites suivantes : depuis la limite territoriale de la commune de Villiers-le-Sec, rue des Frères-Garnier, ligne de chemin de fer, rue Pierre-Curie, avenue Emile-Cassez, avenue du Maréchal-Foch, place Emile-Goguenheim, rue piétonne du 21e-RIC, rue André-Blondel, boulevard Diderot, rue Lamartine, jusqu'à la limite territoriale de la commune de Champrande-Choignes ;
  - au nord d'une ligne définie par l'axe des voies et limites suivantes : depuis la limite territoriale de la commune de Villiers-le-Sec, chemin vicinal de Villiers-le-Sec à Brottes, route nationale 67, ligne droite reliant l'extrémité de ce chemin vicinal à l'extrémité du chemin dit de Pierre-à-l'Eau, chemin dit de Semoutiers, chemin de Richebourg à Chaumont, rue du Val-Barizien, rue Robespierre, rue des Platanes, rue d'Albi, rue de Carcassonne, rue des Erables, rue Jules-Ferry, avenue de la République, avenue Philippe-Girardel, avenue d'Ivrea, avenue Marc-Chagall, jusqu'à la limite territoriale de la commune de Chamarandes-Choignes.

## Démographie
En 2022, le canton comptait 8 235 habitants, en évolution de −0,84 % par rapport à 2016 (Haute-Marne : −4,62 %, France hors Mayotte : +2,11 %).
| 2013  | 2018  | 2022  |
| ----- | ----- | ----- |
| 8 643 | 8 391 | 8 235 |